# Ciarlatano

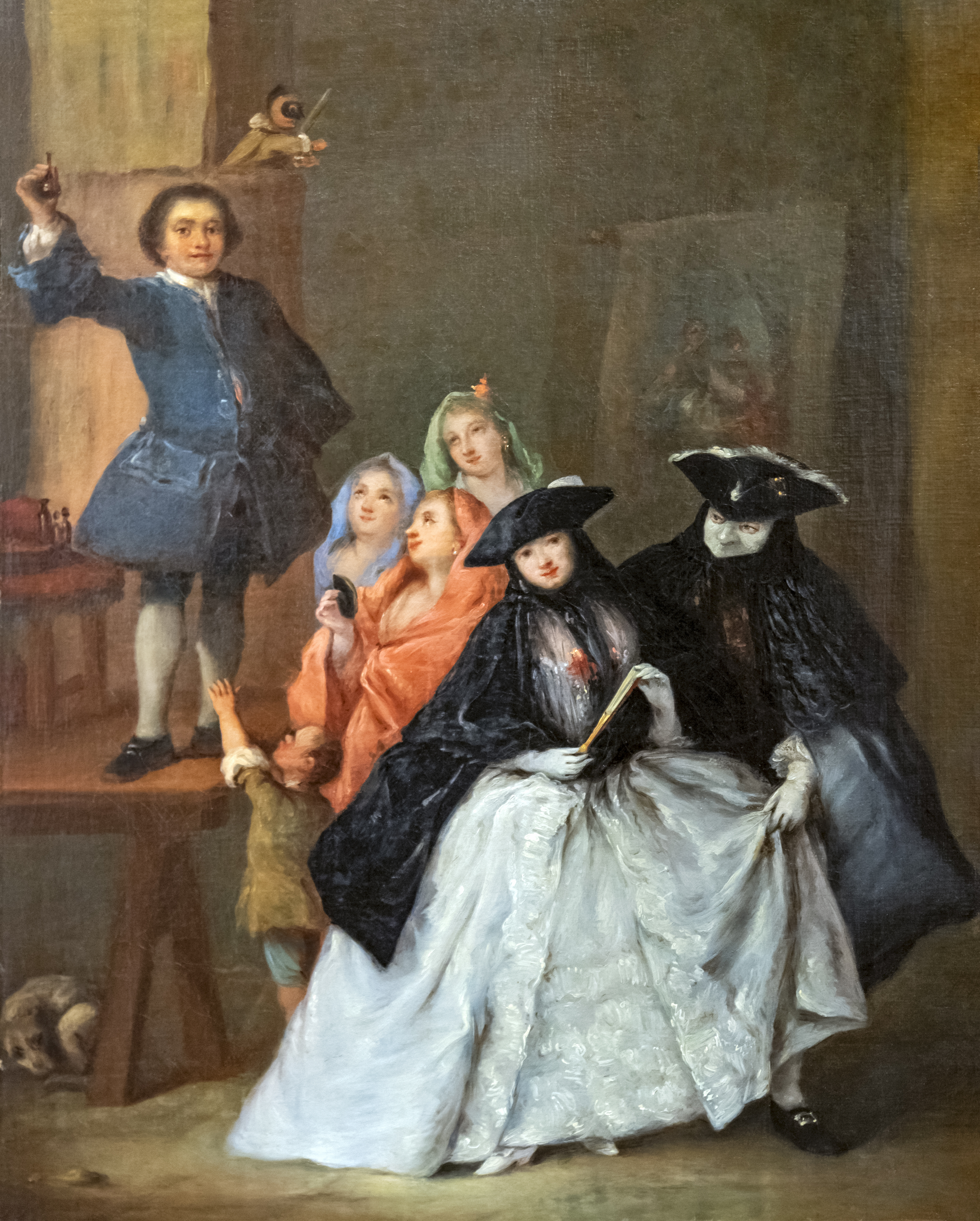
Il ciarlatano, dipinto del 1757 del pittore veneto Pietro Longhi

Un ciarlatano o imbonitore è una persona che esercita pratiche da guaritore, o si approfitta in modo simile della buona fede delle persone, allo scopo di ottenere denaro o altri vantaggi grazie a false promesse.

## Origine del termine
È parola italiana fatta derivare dal termine "cerretano", incrociato con "ciarlare" che si è diffusa poi in altre lingue come ad esempio nella lingua francese nella quale troviamo la parola charlatan.

## Utilizzo del termine
Inizialmente il titolo di ciarlatano non era denigratorio, indicava appunto il farmacista-terapeuta girovago che, giunto in una nuova piazza, montati banco e scaffalature, si faceva riconoscere decantando pubblicamente le proprie capacità.
Nell'uso, viene fatta una sottile differenza tra il ciarlatano e persone che sfruttano in altro modo la buona fede delle loro vittime. Infatti, il ciarlatano è tipicamente un venditore. Egli non cerca di creare una relazione personale con le sue vittime, o di inscenare bufale elaborate impersonando un ruolo.
Piuttosto, la persona detta ciarlatano viene accusata di fare uso della pseudoscienza o di qualche altro mezzo falso allo scopo di ingannare le persone e vender loro finte medicine e beni o servizi simili, che non risponderanno a quanto promesso. La parola richiama alla mente l'immagine d'altri tempi del venditore di medicamenti, che lascia il villaggio nel momento in cui le persone che hanno comprato i suoi unguenti capiscono che questi non producono gli effetti pubblicizzati.

## Ciarlatani nella letteratura
Nell'opera lirica L'elisir d'amore, musicata da Gaetano Donizetti, su libretto di Felice Romani, il personaggio del dottor Dulcamara è un truffatore che, spacciandosi per medico di grande fama, sfoggia alla gente i propri portentosi preparati.

## Ciarlatani noti
Un famoso ciarlatano parigino fu Tabarin, che eresse un palco in Place Dauphine dal 1618 le cui scenette e farse, riprese dalla commedia dell'arte, ispirarono Molière.

## In Italia
In Italia la professione del ciarlatano è espressamente vietata dal testo unico delle leggi di pubblica sicurezza (TULPS) del 1931.